# Jose Carreras: A Life Story
Jose Carreras: A Life Story é um documentário britânico de 1991 dirigido por Chris Hunt. O filme venceu o prêmio Emmy Internacional no ano seguinte.

## Sinopse
Um perfil da carreira do cantor Jose Carreras, incluindo sua batalha com a leucemia.

## Elenco
- Luciano Pavarotti ... ele mesmo
- Plácido Domingo ... ele mesmo
- Montserrat Caballé ... ele mesmo
- Claudio Abbado ... ele mesmo
- Colin Davis ... ele mesmo

## Prêmios
| Ano  | Prêmio             | Categoria                     | Resultado |
| ---- | ------------------ | ----------------------------- | --------- |
| 1992 | Emmy Internacional | Melhor Documentário Artístico | Venceu    |